# 角淳一
角 淳一（すみ じゅんいち、1944年〈昭和19年〉12月30日 - 、戸籍上の誕生日は1945年〈昭和20年〉1月1日）は、日本のフリーアナウンサー。大阪府四條畷市出身。毎日放送の元アナウンサーで、2004年4月1日から2011年9月30日までは同局の専属パーソナリティでもあった。
愛称は「角さん」、「おじいちゃん」。
四條畷市に住んでいることから、フリーアナウンサー転身後の2012年5月16日には、同市の観光大使に任命されている。

## 来歴
実父は、実母の懐妊中に「（新生児が）男なら淳一、女なら淳子や」との言葉を残して第二次世界大戦へ出征。しかし、角の出生を前に戦没した。
11歳であった1956年にメルボルンオリンピックの実況をラジオで聴いたことから、アナウンサーを志す。その後は大阪府立四條畷高等学校・関西学院大学商学部に進学。高校時代には、放送部に在籍し、主にアナウンサー（男のアナウンサーは珍しかった）として活躍し、2年生の時には部員2名を引き連れて布施校長先生宅にインタビューに訪れたこともあった。
大学時代には、古典芸能研究部で落語を披露する かたわら、生田教室でアナウンスの修業を積んでいる。

### 毎日放送アナウンサー時代
大学卒業後の1968年4月に、アナウンサーとして毎日放送（以下「MBS」と略記）に入社。同期入社のアナウンサーに、青木和雄や板倉俊彦などがいた。角は、MBSに加えて、同じ在阪の民放局である朝日放送 (ABC) のアナウンサー試験も受験。両局とも、生田教室での同期生・山本清久と共に最終選考へ残ったが、自らの意思でMBSへの入社を決めたという。なお、山本も、アナウンサーとしてABCに採用されている。
入社直後にレギュラーで出演したラジオ番組から、出演番組ではほぼ一貫して、柔らかい口調の大阪弁でフリートークを展開（後述）。1970年代に出演の『MBSヤングタウン』（MBSラジオ、以下『ヤンタン』と略記）で笑福亭鶴光・佐々木美絵とともに人気を集めたことをきっかけに、活躍の場をMBSテレビの深夜番組（『夜はクネクネ』『イカにもスミにも』『板東英二のわがままミッドナイト』など）にも広げた。また、MBSラジオが毎年実施している特別番組『毎日カルチャースペシャル ラジオウォーク』には、1982年の第1回から2011年の第30回まで通算で23回出演。第1回から第22回（2003年）までは、22回連続で総合司会を務めた。
ラジオパーソナリティとしては、1978年にMBSラジオで放送した『角淳一のライブジョッキー「ザ・カケフ」』で、同年度の日本民間放送連盟賞・ラジオ娯楽部門最優秀賞を受賞。1984年3月まで長きにわたって『ヤンタン』へ出演した後には、同年4月から10年にわたって、平日午後の生ワイド番組『すみからすみまで角淳一です』（以下『すみから』と略記）のメインパーソナリティを務めた。
MBSへの在職中には、アナウンサーとしての活動を続けながら、アナウンス第三部長、アナウンサー室次長、主幹・役員待遇ラジオテレビ副本部長職を歴任。1994年4月からは、『すみから』の後継番組『すみからすみまで愛なのね』（以下『愛なのね』と略記）に出演していた。しかし、『愛なのね』を担当していた1996年5月6日に自宅で体調不良を訴えたことをきっかけに、主治医から脳梗塞と診断されたため緊急入院。そのまま『愛なのね』を降板するとともに、1997年10月の『すみから』復活まで、1年5か月にわたって休養を余儀なくされた。

### 『ちちんぷいぷい』パーソナリティ時代
1999年10月11日にMBSテレビが平日の午後に生放送の情報番組『ちちんぷいぷい』（以下『ぷいぷい』と略記）を開始したことを機に、全曜日のパーソナリティ（総合司会）に就任。本編のオープニングで挨拶代わりに語る「こんにちは、私は角淳一です。あなたはどなたですか？」という口上 や、プロジェクターに映された文字をたどたどしく読みながら進行するなどのキャラクターなどで、関西地方の視聴者に広く親しまれた。
『ぷいぷい』出演中の2004年3月31日に、毎日放送の社内規定より9か月早く定年で退職。同年4月1日には、パーソナリティとして同局と専属契約を結んだ。この契約を機に、『ぷいぷい』のパーソナリティを続けながら、MBS以外の在阪民放局が制作する番組への出演を本格的に始めている（後述）。
2005年5月10日の『ぷいぷい』放送中に体調不良を訴えたため、途中から出演を見合わせた。直後の健康診断で不整脈が判明したため、翌日（11日）の同番組へ前半だけ出演してから検査入院。同月17日に「リハビリを兼ねて」との理由で『ぷいぷい』に復帰した。この入院中には、心臓の緊急カテーテル手術も受けている。
2006年には、胆石および前立腺肥大の手術を理由に、6月下旬から7月中旬まで再び休演。この休演からの復帰（同年7月20日）を境に、休演中にパーソナリティ代理を務めていた西靖（MBSアナウンサー）が、そのまま木・金曜日のパーソナリティを担当するようになった。2010年9月からは水曜日のパーソナリティも西に任せる一方、自身はパネラー（スタジオレギュラー）の1人として同曜日への出演を続けていた。

### 『ちちんぷいぷい』レギュラーの卒業と復帰
2009年からは、『ぷいぷい』への出演を続けるかたわら、プライベートで音楽スタジオ「Very Famous Studio」を所有。同年11月1日からは、POMPYエンタメランドにおいて、月2回更新の「声ブログ」（同スタジオで収録した音声によるブログ）を開始した。
2011年8月15日放送の『ぷいぷい』のエンディングで、後進へ道を譲ることを理由に、同年9月末で同番組を卒業することを自ら発表。9月30日（金曜日）の放送が、レギュラーとしては最後の出演になった。同年10月以降は、角が担当していた月・火曜日のパーソナリティも西が継承している。一方の角は、『ぷいぷい』のレギュラー卒業を機に、MBSとの専属パーソナリティ契約も終了。同局の社友になった。
ちなみに角は、『ぷいぷい』のレギュラーを卒業する際に、「卒業後は（後進に道を譲る意味で同番組への）ゲスト出演を控えたい」との意思を示していた。しかし2012年には、「ウルトラパン大作戦」（山崎製パンとのコラボレーション企画の第2弾として開発した4種類のオリジナルパンに関する販売キャンペーン）に、ウルトラの父に似た「ウルトラパンの父」というキャラクターとして参加。2月6日の放送には、「“ウルトラパンの父”からの激励メッセージ」と称するVTRを通じて、約4か月振りに『ぷいぷい』へ出演した。8月29日（水曜日）には、「3000回感謝ウィーク『やっぱり地元ってええなぁ』」のスペシャルゲストとして、レギュラー卒業以来約11か月振りにスタジオ生出演。また、「ちちんぷいぷい音楽祭」（2010年から大阪で毎年5月に開催中の音楽イベント）には、2012年以降も出演を続けている。
70歳の誕生日でもあった2015年1月1日放送の特別番組『ちちんぷいぷい特別号 幸せかもしれない2015大トーク&クイズ祭り』（事前収録）では、『ぷいぷい』からの卒業以来約3年振りに番組の全編へ出演。後任のパーソナリティ（西・山本浩之）との共演も果たした。同年からは、『ぷいぷい』の放送日が祝日と重なった場合に、「ホリデー角さん」という祝日限定企画も実施。自身が行きたい場所へ当該曜日のレギュラー出演者の一部（有野晋哉が出演している木曜日ではよゐこ）と一緒に赴いたロケのVTRを放送したほか、「初代メインパーソナリティ」という肩書で、随時スタジオに登場していた。
『ぷいぷい』では2017年の10月改編で、大規模なリニューアルを実施。角がリニューアルを前に「もう興奮させんといて〜」という企画を番組スタッフに提案したところ、この企画が毎週金曜日の17時台にレギュラーで放送されることになった。角は提案当初に自身の出演を固辞していたが、スタッフが説得を続けた結果、パネラーの1人として10月6日放送分からレギュラー出演を再開。同年12月1日放送分から2018年3月30日までは、金曜メインパーソナリティの河田直也（毎日放送アナウンサー）と共同で、同コーナー限定ながら司会を務めていた。

### 『ちちんぷいぷい』レギュラーからの完全勇退後
「もう興奮させんといて〜」の終了でレギュラー出演を完全に休止した2018年4月以降は、生放送へのサプライズ出演や、特別企画・派生イベントへの登場に限定。毎日放送が2020年初頭からの新型コロナウイルスへの感染拡大の影響で『ぷいぷい』の放送を2021年3月12日（金曜日）で終了することを受けて、放送の最終週（2021年3月8 - 12日）に設定された「ちちんぷいぷい　フィナーレウィーク」でも、初日（2021年3月8日）に放送された「ヤバイTシャツ屋さんmeets角淳一さん」（出身・居住地の大阪府四條畷市内で収録された対談企画）へ登場するだけにとどまった。
なお、毎日放送では『ぷいぷい』の初代プロデューサーだった岡田公伸が、取締役在任中の2020年4月9日に新型コロナウイルス感染に伴う心筋症で急逝。岡田と共にプロデューサーを務めていた三村景一は、代表取締役社長の立場で『ぷいぷい』の終了へ踏み切るとともに、同番組の放送枠を『ゴゴスマ』（同じ時間帯にTBSテレビ系列の大半の局で放送されているCBCテレビ制作の情報番組）の同時ネットに充てる方針を打ち出していた。角のMC勇退後（「もう興奮させんといて～」の放送期間中）から「顧問」格で出演を始めた後に、水曜日のスタジオパネラーとして「フィナーレウィーク」までレギュラーで出演していた立岩陽一郎（大阪府内在住のジャーナリスト、かつてはNHKで社会部の記者やテヘラン特派員などを歴任）によれば、角は『ぷいぷい』最終回の翌日（2021年3月13日）にオンライン上で開催された「岡田公伸さんを送る会」へ（立岩を含む）『ぷいぷい』や毎日放送の関係者などと参加。上記の方針について、「（岡田などと共に『ぷいぷい』の立ち上げへ携わった者としては）屈辱であって許せない」との感想を述べていたという。さらに、参加した関係者へ向けて、「（収益が悪化していても上記の方針を見直せるほどの）根性が毎日放送にあるなら、（『ゴゴスマ』のネットを打ち切ったうえで番組の自社制作を）やり直して欲しい」との檄を飛ばしていたとのことである。

### 「おとなの駄菓子屋」をテーマにフリーアナウンサーへ転身
角は『ぷいぷい』のレギュラー卒業後の活動のテーマに、「おとなの駄菓子屋」を挙げている。卒業の翌日（2011年10月1日）に開設した同名の公式サイトなどによれば、「駄菓子屋」とは、「子供の頃に友達と入った駄菓子屋のように、楽しいことがいっぱい並んでいる居心地のいいお店みたいな」活動を指すとのこと。趣味の音楽・上方演芸を中心に、エンタテイメント全般を「お菓子」になぞらえながら、「大通りの大店にはまだ並んでいないお菓子」や「新しいのに懐かしい味のお菓子」の紹介にも携わるという。
2011年10月29日からは、「毎日新聞」大阪版で隔週土曜日に「おとなの駄菓子屋」という連載コラムを始めた（現在は連載終了）。翌日（10月30日）から2019年3月31日までは、MBSラジオにおける同名の新番組で「店主」（パーソナリティ）を担当。2012年からは、MBSテレビでも、『角淳一のおとなの駄菓子屋』を年に数回放送している。
その一方で、「声ブログ」も継続。関西各地で開催される落語会・イベント・講演会や、関西以外の地方で放送されるテレビ・ラジオ番組にも出演している（後述）。2012年5月16日には、四條畷市出身・在住の著名人として、桂南光・山口智充・谷口智則（絵本作家）・青木豊彦（小型人工衛星「まいど1号」の開発責任者）とともに同市から観光大使を任命された。2014年には、朝日新聞出版からの依頼を受けて、自身初の著書『私は、角淳一です』を3月20日に同社から刊行している。

## 人物
- 趣味は音楽・演芸・テレビ番組の鑑賞で、好物はいちじくジャム。『ぷいぷい』のパーソナリティ時代からは、「テレビを見る天才」とも称している[15]。
- 関西出身・在住の落語家・ミュージシャン・芸人にとどまらず、東京を拠点に全国規模で活動するミュージシャン（加山雄三・中島みゆき・松山千春・さだまさしなど）とも、毎日放送のアナウンサー時代から親しく交流。彼らがパーソナリティを務めるMBSラジオの特別番組で角が進行役を務めたり、角のレギュラー番組に彼らが登場したりすることもある（後述）。平原綾香が2003年にメジャーデビューを果たしてからは、『ぷいぷい』で早々に取り上げたことをきっかけに、平原との親交を深めている[16]。また、さだは『私は、角淳一です』の帯にコメントを寄せている。
- 長年にわたって阪神タイガースを応援。特に、前述の『ザ・カケフ』の題材にもなった掛布雅之とは、同球団の現役選手時代から交流。1992年には、「ミスター・トラ」こと唐渡吉則の楽曲「HAPPY・タイガース」で、初めての作詞を担当。この楽曲での印税を基に、『すみから』のリスナーを阪神のホームゲームに招待する目的で、阪神の本拠地・阪神甲子園球場の年間指定席の一部を「角シート」として確保した。『ぷいぷい』のパーソナリティに就任してからも、この招待企画を継続。同番組では、角がパーソナリティを退いてからも、2018年まで後任のパーソナリティが企画を継承していた[17]。
- 脳梗塞を患ってからは、エクササイズに励むとともに、1日に2リットルの水を飲むことを心掛けている。『ぷいぷい』には、2006年10月頃からレギュラーを卒業するまで、脳梗塞の再発を防ぐ目的で飲料水の入ったペットボトルをそばに置きながら出演していた。
- 角の15歳年下で新潟県出身の俳優・渡辺謙とは、2006年に『ぷいぷい』で対談したことを機に、「過去に大病を患ったプロの阪神ファン」という縁で意気投合。渡辺が基本として（『夜もクネクネ』のような）街頭ロケバラエティ（いわゆる「街ぶらロケ」）番組への出演を固辞しているにもかかわらず、『おとなの駄菓子屋』のテレビ版や『ぷいぷい』の特別企画で、2016年1月まで4回にわたって角の誕生日の前後（年末年始）に2人だけの「街ぶらロケ」を経験した。また、角の戸籍上の誕生日（2016年1月1日）早朝にMBSテレビで放送された特別番組『新春ぷいぷいwithタイガース〜“ぼん”と正月〜』では、この年から阪神へ一軍監督として復帰した金本知憲、金本と親交のある渡辺、角による鼎談企画をインターコンチネンタルホテル大阪で収録した。
- 四條畷高校の後輩でヴァイオリニストの松尾依里佳は、地元（関西地方）を拠点に活動していた時期に角から東京への本格的な進出を勧められたことが、タレントやコメンテーターとしても活動するきっかけになったことを明かしている[18]。
  - 松尾は京都大学在学中の2004年にステージデビューを果たしたものの、「『（ヴァイオリニストとしての自分の）活動をもっと広く知ってもらいたい』と考えていた時に、（高校の先輩で出身地の近い）角の顔が頭に浮かんだ」という。現に、2007年の夏には、まだ面識のなかった角に宛てて手紙を書いている。奇しくも、角に手紙を出してから数日後には、ある番組のプロデューサーから電話で番組への出演を依頼された。手紙との関係は定かでないものの、松尾曰く、「この依頼を引き受けたことがきっかけで、テレビやラジオの番組へ呼ばれるようになった」とのことである[18]。
  - 角は松尾と初めて仕事を共にした際（2008年2月）に、松尾に対して「あなたは東京へ行きなさい。関西より東京が向いている」と助言。そればかりか、上京後に所属する事務所（エクステンション）の社長を紹介した。現に松尾は、角の助言に沿って活動の拠点を東京へ移すと、「楽器を持たないメディア活動」を積極的に展開。このような活動の一環として、『クイズプレゼンバラエティー　Qさま!!』（テレビ朝日）などのクイズ番組に回答者として出演しているほか、『ひるおび』（TBSテレビ制作の情報番組）のコメンテーターを定期的に務めている。さらに、在阪局が制作する番組でも、2010年9月から7年4ヶ月にわたって『探偵!ナイトスクープ』（朝日放送テレビ）に（第3代の）「秘書」として出演。活動の幅を大きく広げながら、知名度を大いに高めた[18]。
  - 松尾は、2023年に『朝日新聞』から「一語一会」（夕刊の連載企画）向けの取材を受けた際に、上記の経緯を公表。角については、「テレビの世界を熟知されているので、『京都大学出身のヴァイオリニスト』という私の肩書が東京のテレビでウケる（在京局制作のテレビ番組で耳目を集める）ことを確信されていた（からこそ、私に上京を勧められたのだ）と思う」との表現で感謝の意を示すとともに、「『ヴァイオリニストこそ理想の表現者』と思っていた自分の世界を広げて下さったおかげで、さまざまな分野における『一流』の方を間近に見ることができたばかりか、『何かを表現することに手段は関係ないのだ』と気付かされた。しかも、そのような経験が（ヴァイオリニストとしての）演奏活動に相乗効果をもたらしているので、『（東京への進出を角に勧められたことから）全てがつながっている』（のだと思う）」と述懐している[18]。

## エピソード

### 大阪弁へのこだわり
- 出演番組で大阪弁を貫くようになったきっかけは、MBSへの入社後初めてのレギュラー番組であった『三菱ダイヤモンドハイウェイ』（MBSラジオで本編を制作していた企画ネット番組で1969年4月16日放送分からパーソナリティを担当）で、同年5月7日放送分からキャサリン・モーリス（「キャッシー」という愛称で当時活動していたタレント、女優のキャスリン・モリスとは別人）と共演したことにある。その番組では、外国人女性でありながら大阪弁でまくし立てるキャッシーに、大阪府出身の角も大阪弁で対抗。放送後に先輩のアナウンサーから「アナウンサーが大阪弁をしゃべるとは何事だ」と注意されたところ「自分の考えていることを自分の言葉（大阪弁）でしゃべりたい」という希望を明かした[19]。このため、同局のアナウンサー時代には、特別企画や緊急時を除いて、標準語で伝えるのが基本であるニュースや報道番組へ出演する機会が極めて少なかった（他局では関西テレビ放送の桑原征平や朝日放送の乾浩明などもこの例に当たる）。その一方で、後に放送された『すみから』『夜はクネクネ』『ぷいぷい』などでは、そのような角の語り口やキャラクターが生かされていた[20]。
- MBSアナウンサー室局次長時代に遭遇した阪神・淡路大震災（1995年1月17日）の直後には、当時出演していた『愛なのね』において、共通語で震災関連情報を伝えることに徹していた。しかし、後に発行された震災報道の記録集では、「被災地のリスナーから、『いつも通りの大阪弁で話してくれた方が安心する』と言われた。本当に（被災者を）励ますつもりなら、今こそ（普段から放送で使っている）大阪弁やったのに…。今回パーソナリティとして（大阪弁による被災者向けの放送を）やれなかったことで自信をなくした」との言葉を残している[21]。

### 『ヤングタウン』パーソナリティ時代
- 『ヤンタン』には、1971年4月から1984年3月まで鶴光とのパートナーとして出演。出演期間中には、出演日を火曜日→金曜日（1973年10月以降）→木曜日（1976年4月以降）と変えながらも、鶴光とのど角・ど鶴（どすみ・どつる）コンビでリスナーに広く親しまれた。特に、木曜日時代初期に実施された在阪ラジオ局の聴取率調査では、調査対象の全局・全番組で2番目に高い聴取率（10%台）を記録している[22]。ちなみに、「オオナベさん」の愛称で知られた同番組プロデューサーの渡邊一雄は、「（関西の落語家としては）孤高」とされる鶴光のパートナーに角を抜擢した理由として、「大阪生まれ」「真面目」「面白いことや音楽が大好き」「相手のことをよく理解したうえで、無理をせず相手のペースに合わせられること」を挙げていた[23]。
- 木曜日時代の1981年には、当時共演していた歌手・石川優子の人気を高めようと、リスナーに向けて鶴光・渡辺高志（「コナベさん」と称する当時のディレクター）とともに「石川優子スター計画」というキャンペーンを展開。3月5日リリースの楽曲「シンデレラ・サマー」を、『ザ・ベストテン』（TBSテレビ制作・全国ネット）へのランクインにつなげた。ちなみに、石川が本番前の『ヤンタン』スタジオからの生中継で同番組に出演した際には、角・鶴光も石川のバックダンサーとして登場している[24]。また同年には、他曜日に出演の島田紳助・明石家さんまが展開していたバンド活動への対抗意識から、自身をボーカルとして当時のディレクター陣（渡辺、三村景一、大谷武文、宇野幹雄）とともにバンドを結成。5月28日にSABホール（当時）で「ど角、ど鶴のええか、ええかコンサート」という有料のコンサートを開催した。さらに、当時の番組スポンサー・進研ゼミからの協力によって、「ええかええかのテーマ」というオリジナルの楽曲を世に送り出している[25]。

### 『ちちんぷいぷい』パーソナリティ時代
- 番組タイトルの『ちちんぷいぷい』は、角の命名による。ある日、毎日放送近くの梅田ロフトの行列を見かけ、それがアランジアロンゾの展覧会だったことを知ったが、アランジアロンゾの意味がわからず、『すみからすみまで角淳一です』の中でこの言葉を知っている人からの電話を呼びかけたところ、「ちちんぷいぷい」という意味だとの回答を受けて、早速上司やプロデューサーに持ち掛けてあっと言う間に決まったという[26]。
- 2000年には、角が正月休みから顎へ髭を伸ばし続けたまま、年始から2か月近くにわたって出演。同年2月22日の放送中に、やしきたかじんがスタジオへ乱入。たかじんは拡声器片手に「角淳一を拉致する！」と絶叫した後、角をストレッチャーにくくり付けて別室へ連れ去ると、角の顎髭を剃らせた[27]。ちなみに角は、『ぷいぷい』のレギュラー卒業を機に、再び顎へ髭を生やしている。
- オーサカキング（MBSが大阪城公園で2004年から毎年夏に主催していたイベント）では、2007年から最終年の2008年まで、角をモデルに作られた信楽焼のたぬきの置物が注目を集めていた。2007年には、「七福“神”」の1体として、会場の一角に巨大な置物を展示。2008年には、ミニチュアの置物「角たぬき」を3000体製作したうえで、同イベントや「ネビュラ」（同局本社1階のグッズショップ）などで販売していた。ちなみに『ぷいぷい』では、角がレギュラーを卒業した後も、スタジオの一角に「角たぬき」や角をかたどったオブジェを飾っていた。
- 2009年9月下旬には、『ちちんぷいぷい』の放送10周年記念企画の一環として、人生で初めて東京に5日間滞在。東京在住の同番組レギュラーや、かつて同番組に出演していた芸人を招きながら、神田神保町などに出没した。その模様は、同年10月12日に、関西ローカルで『ちちんぷいぷい10周年 角の東京物語〜ちょっと新世界へ〜』として放送されている。
- 2010年3月1日の生放送中に断髪。「自身50年ぶり」という丸坊主姿になった。同番組で公言した「『すごくおいしいうた』（番組初プロデュースのCDアルバム）は同月末日までに3万枚を売り上げられない」との予想が外れたことによる罰ゲームだった[28]。

## 備考

### ラジオへの回帰
- 『ぷいぷい』パーソナリティ時代の2001年には、MBSラジオで『スミっコギャル』（事前収録で土曜日の深夜に放送された番組）のパーソナリティを担当。『スミっコギャル』の放送終了後には、2003年まで総合司会を務めた『ラジオウォーク』を除いて、ラジオ番組から遠ざかっていた。しかし、2006年6月18日に同局で放送された事前収録の特別番組『松山千春and角淳一 今、DJとして…』で、約5年振りにパーソナリティを担当。『ぷいぷい』でも後日、ダイジェストを放送した。ちなみに、前述の『おとなの駄菓子屋』では、『スミっコギャル』の終了以来約10年振りにレギュラーでパーソナリティを務めている。
- 『ぷいぷい』の木・金曜日に出演しなくなった2008年には、12月9日に『上泉雄一のFANFANレディオ』（MBSラジオのナイターオフ番組）へゲスト出演。これを機に、MBSラジオが聴取率調査週間に設定する「MBSラジオスペシャルウィーク」期間中のみ、『ぷいぷい』へ出演しない木・金曜日に『上泉雄一のええなぁ!』『ノムラでノムラだ♪ EXトラ!』などの生番組へ“スペシャルゲスト”扱いで登場していた。2010年9月1日（水曜日）には、『ぷいぷい』の本番前に、開局60周年記念特別番組『31.5時間ラジオ MBS史上最大のラジオ祭り 歌でつなげる60年 目指せ1179曲てアンタ!?』にもゲストで出演していた。

### MBS以外の番組への出演

#### 『ちちんぷいぷい』パーソナリティとして
- 『ぷいぷい』の企画の一環として、2003年には『水戸黄門』（TBSテレビ制作・関西地方はMBSテレビで放送）の1000回スペシャル、2006年にはナショナル劇場50周年記念特別企画の『水戸黄門』2時間スペシャル にそれぞれ1シーンだけ出演している[29]。
- 2005年1月17日には、『ぷいぷい』の本番前に、なるみ（『ぷいぷい』月曜レギュラー）・陣内智則（『ぷいぷい』元レギュラー）が総合司会を務める『なるトモ!』（当時読売テレビで平日の午前中に放送されていたワイドショー）にゲスト出演。当日の『ぷいぷい』でも、「角の芸能☆印」のコーナーでその模様が放送された。
- 2005年3月13日には、かねてから親交の深い笑福亭鶴瓶がパーソナリティを務める『笑福亭鶴瓶 日曜日のそれ』（ニッポン放送が関東ローカルで放送）にゲストで登場。MBSアナウンサー時代から関東地方で放送される番組とほぼ無縁であった角にとっては、異例の出演であった。
- 2005年9月9日には、『ぷいぷい』の本番前に、桂南光が司会を務める『痛快!エブリデイ』（当時関西テレビで平日の午前中に放送されていたワイドショー）に生出演。逆に、同日の『ぷいぷい』には、南光がゲストで登場した。ちなみに南光は、この出演が縁で、2006年4月12日から「フィナーレウィーク」まで毎週木曜日に『ぷいぷい』へレギュラー出演。角も、2005年12月2日に関西テレビの『ムハハnoたかじん』へゲストで登場している。
- 2010年1月13日には、「すごくおいしいうた」（番組初プロデュースのCDアルバム）のPRの一環として、同番組の本番前にFM802の番組へ初出演。同局朝の生放送番組『HIRO T'S MORNING JAM』に、コーナーゲストとして登場した。この模様は、当日の『ぷいぷい』でも放送されている。

#### フリーアナウンサーとして
- 2011年11月18日には、道上洋三・久野愛との共演による特別番組『パーソナリティ秋の交流戦セカンドステージ 角からすみまで道上洋三です』で、ABCラジオの番組に初めて登場。2012年には、『年の初めはさだまさし』（1月1日に全国で放送、大阪市中央体育館からの生中継ゲスト）でNHK総合テレビ、『ほっとけ!3人組』第38話「誘拐事件発生!角淳一を確保せよ!?」（2月5日に関西ローカルで放送）のゲストとして朝日放送（当時）制作のテレビ番組に初めて出演した。[30]。
- 2012年には、10月4日に「Various Famous Studio」から『上柳昌彦 ごごばん!』（ニッポン放送）の全編を生放送[31]。同スタジオを宇崎竜童がアルバムのレコーディングに利用していた縁で、宇崎とともにゲストで出演した。また、11月18日に福岡・RKBテレビで放送された『驚き！ワクワク！感動！ 劇場型デパートの開演』（阪急百貨店うめだ本店の新装開店PRを兼ねた特別番組）には、地元出身者としてティーナ・カリーナと共演していた[32]。ただし、いずれの番組も、角の地元である関西地方では放送されていない。なお、2014年3月26日放送分の『上柳昌彦 ごごばん!』には、ニッポン放送本社スタジオからの生放送に14時台のゲストとして出演している。
- 2013年には、読売テレビの開局55周年記念番組『藤山直美・角淳一のおしどり夫婦が集まる家』（7月14日に関西ローカルで放送）で、藤山と初めて共演した。ちなみに、角が同局制作の番組でMCを務めたのは、この特別番組が初めてである[33]。
- 2015年4月23日から2018年3月30日までは、MBSテレビの音楽番組『MBS SONG TOWN』に、「住人」の1人としてレギュラーで出演していた。角が同局の番組でレギュラーを務めるのは、『ぷいぷい』からの降板後初めてであった。2018年4月16日からは、『MBS SONG TOWN』のMCの1人だった三戸なつめとともに、後継番組の『+ music』へレギュラーで出演していた。
- 2017年には、5月7日にMBSテレビで放送された毎日放送開局65周年記念番組『痛快!明石家電視台スペシャル 実際どうなん!?大阪のテレビ』にゲスト出演。「自身の美学に反する」という理由で、同局のアナウンサー時代から共演を固辞してきた司会の明石家さんまと、テレビ番組では初めての共演を果たした。
- ラジオ版の『おとなの駄菓子屋』については、2019年3月で終了。同月には『+ music』のMCも勇退したため、翌4月からはテレビ・ラジオ番組へのレギュラー出演を休止している。テレビ番組への出演自体も、2024年1月24日の深夜に関西ローカルで放送された『あれみた?』（毎日放送）で「角さんとしゃべろう」（事前収録による見取り図との対談企画）へ登場するまで、4年近く遠ざかっていた。

## 出演番組

### 過去

#### 毎日放送アナウンサー → 専属パーソナリティ時代

##### テレビ

###### MBS制作番組
- 夜はクネクネ[19][2]
- あどりぶランド（MBSアナウンサー室の一員として出演）
- 板東英二のわがままミッドナイト
- イカにもスミにも
- 近畿は美しく〜おスミつき新発見伝〜（MBSの地域貢献キャンペーン「近畿は美しく」と連動した紀行番組）
- 角・鶴光わははの家
- 毎日放送開局40周年記念特別番組（1990年9月）
- スミっこめもりー
- スミっこ天国（1994年）
- 桑名正博〜44歳のロック〜（1997年12月）
桑名の芸能生活25周年記念特別番組で、角はMCを担当。桑名が逝去した直後の2012年11月1日には、本放送での映像を編集したうえで、桑名への追悼番組として放送した。
- ちちんぷいぷい
詳細は前述。2010年9月から1年間は、水曜日の放送で、パネリストや取材リポーターの役割を担っていた。2017年10月から2018年3月まで、当時金曜日に放送されていた「もう興奮させんといて〜」限定でレギュラーに復帰。同コーナーが終了した2018年4月から、不定期出演へ再び移行した。「フィナーレウィーク」にはスタジオへ登場しなかったものの、最終回（2021年3月12日）の本番終了後に、スタジオで出演者の労をねぎらっていたという。
- 魔法のレストランシリーズ（MBSテレビ）
フリーアナウンサーへの転身後も、不定期でグルメロケ企画などに登場。
- MBSニュース（随時）

その他にも、特別番組へ随時出演。

###### TBS制作・全国ネット番組
- ザ・ベストテン（1978年・1981年）[34]
- うたばん（2007年8月20日）[35]
- 水戸黄門
  - 1000回記念3時間スペシャル（2003年12月15日）[36]
  - ナショナル劇場50周年記念特別企画スペシャル（2006年3月13日） - 客 役

##### ラジオ
- 三菱ダイヤモンドハイウェイ（毎日放送入社後初めてのレギュラー番組、1969年4月16日 - 1971年4月30日）
- MBSヤングタウン（木曜日ほか、1971年4月 - 1984年3月）[19][2]
- がっぷりトーク・ニューピープル（1972年度のナイターオフ番組）[19]
- ハロー!ナショナルショウルーム（1974年4月 - 1984年4月）
- グアムグアムリクエスト（水 - 金曜パーソナリティ）[19]
- こちらベスト歌謡曲（『グアムグアムリクエスト』の後継番組で水曜日のパーソナリティを担当）
- MBSベストテン歌謡曲（毎週日曜日の8:30 - 9:25に放送）
- サタデースペシャル〜角淳一の歌謡ベスト10〜（1979年2月3日 - 1984年4月7日）
- 日産ラジオスペシャル（1980年代前半の土曜日午後に生放送）
- すみからすみまで角淳一です→すみからすみまで愛なのね（1984年10月 - 1996年5月、1997年10月 - 1999年9月）[19][2]
- 毎日放送開局35周年記念番組 愛のおしゃべりクリニック（1985年10月 - 1986年9月）[19]
- スミっコギャル（2001年）
- すみからすみまで中島みゆきです（2006年12月11日・2009年1月25日放送）[37]
- 毎日カルチャースペシャル ラジオウォーク
- 毎日ニュース（随時）

#### フリーアナウンサーへの転身後
「備考」の項で紹介した番組や、「MBSラジオ スペシャルウィーク」期間中にゲストで出演する生ワイド番組を除いて記載。

##### テレビ

###### MBS制作番組
- 大阪マラソン2011 走り出した情熱のランナー（2011年10月30日の第1回大阪マラソン中継、スタジオゲストとしてフリーアナウンサー転身後初のテレビ出演）
- せやねん!（2011年12月24日、午後放送の第2部にスペシャルゲストとして出演）
- プリ♥プリ（2012年4月13日、スペシャルゲストとして出演）
- 茶屋町 春の4まつり（2014年4月4日） - 毎日放送の本社新館（B館）のグランドオープンを記念した特別番組で、桂南光とのコンビ「チーム四條畷」名義でクイズに参加。
- MBS SONG TOWN（2015年4月23日 - 2018年3月30日）
- 林修と大阪vs東京会議（2016年3月16日） - 「大阪弁護団」の1人としてスタジオトークに参加したほか、「角淳一の東京めんどくさいもん探し旅」というロケ企画にも出演。
- MBS開局65周年記念特別番組 「アートの日」アーッと驚く!カンサ偉ジン博覧会（2017年3月25日、関西ローカルで11:58 - 16:00に生放送） -  ナレーター
- + music - 2018年4月16日の番組開始から2019年3月26日までは、『MBS SONG TOWN』でも共演していた三戸なつめと共にMCを担当。
- 桂ざこばさん追悼番組～笑って、怒って、涙もろかった…ざこばさん、ありがとう!～（2024年6月23日、関西ローカルで13:27 - 14:30に放送）- 『ちちんぷいぷい』の月曜日で長らく共演していた桂ざこば (2代目)が、2024年6月12日に76歳で急逝したことを受けて、「生前のざこばと縁が深かった著名人の1人」としてゲストで出演。

###### 他局制作番組
- えぇトコ「角淳一の関西おもてなしデート」（NHK大阪放送局制作でNHK総合テレビから放送、同局では初の冠番組、2012年4月20日からシリーズで放送）[38]
- 藤山直美・角淳一のおしどり夫婦が集まる家（2013年7月14日、読売テレビ、藤山と共にメインMCとして出演）[39]
- AKBと××!（2014年7月17日、読売テレビ）
- モモコのOH!ソレ!み〜よ!（2015年11月21日、関西テレビ） - MCのハイヒールモモコと、長年にわたって『ちちんぷいぷい』で共演した縁からゲストで出演。
- ウラマヨ（関西テレビ） - スタジオパネラーの1人として、クイズなどに参加。
- 八方・陣内・方正の黄金列伝（2016年8月27日、読売テレビ）

以下はいずれも、東京メディアシティで収録されたテレビ大阪制作の特別番組。
- 大阪人3000人が選ぶ!今すぐ歌いたい なにわの名曲ベスト20（2016年9月3日） - 南野陽子・小籔千豊と共に司会を担当。
- 角淳一＆徳光和夫プレゼンツ なにわの名曲vs東京の名曲7番勝負（2017年7月29日） - 徳光・小籔と共に司会を担当。
- なにわの名曲 紅白歌合戦（2018年7月7日） - 小籔・大橋未歩と共に司会を担当。

##### ラジオ
- おとなの駄菓子屋（MBSラジオ、2011年10月30日 - 2019年3月31日）
  - 毎日放送（MBSテレビ）でも、2012年7月13日から一時、同名のテレビ番組を放送していた。
- おとなの文化村（2012年6月19日、fm osaka）
- おはようパーソナリティ道上洋三です（2014年3月21日、ABCラジオ、8時台のコーナー「話のマーケット」にゲストで出演）

## 著書
- 私は、角淳一です（朝日新聞出版、2014年3月20日初版刊行）ISBN 978-4023312753

## レコード・CD
- ええかええかのテーマ（MBSヤングタウン・木曜日の歌）」(CBSソニー／福武書店)（1983年）※笑福亭鶴光と共演
- MBS〜家族の歌〜（2016年）※『MBS SONG TOWN』の企画・ヒャダインのプロデュースによるたこやきレインボーの楽曲。「どっとjpジャパーン!」（同年8月24日リリース）のCDにカップリング曲として収録する際に、自身より年下の世代へメッセージを伝えるべく、曲中のナレーションを担当した。

## テレビCM
- 番組出演以外にも、MBSテレビが関西ローカルで放送したCMに数回登場している。過去には、進研ゼミやセブンイレブン（2009年に期間・地域限定で発売された「ちちんぷいぷい角の☆印弁当」）のCMに出演した[40]。
- 2011年1月から3月までは、MBS・熊本放送 (RKK)・南日本放送 (MBC) の共同制作によって、九州新幹線の全線開通を告知するテレビCMに出演。ただし、角が出演するバージョンは、MBSで放送しなかった[41]。

## 関連人物（MBSのアナウンサー経験者を除く）
- 笑福亭鶴光
- 原田伸郎
- トミーズ
- 笑福亭鶴瓶
- 板東英二
- 桂文枝
- 桂ざこば
- 桂南光
- 陣内智則
- なるみ
- やしきたかじん